# Suchá (Jáchymov)
Suchá (německy Dürnberg) je vesnice, část města Jáchymov v okrese Karlovy Vary v Karlovarském kraji. Nachází se asi 2,5 kilometru východně od Jáchymova. Suchá leží v katastrálním území Jáchymov o výměře 47,74 km².

## Historie
Osada vznikla ve druhé polovině šestnáctého století na svazích Černé skály při dolech Tomáš, Léno a Plavno. Byly zde domy pro horníky, lesní dělníky a zemědělce. První písemná zmínka o vesnici pochází z roku 1785. Dnes slouží převážně k rekreaci. Je zde sjezdovka s vlekem a malý skokanský můstek. V osadě se nachází kostel Nejsvětějšího Srdce Ježíšova ze dvacátých let dvacátého století.

## Obyvatelstvo
Při sčítání lidu v roce 1921 zde žilo 733 obyvatel (z toho 317 mužů), z nichž byli dva Čechoslováci a 731 Němců. Všichni se hlásili k římskokatolické církvi. Podle sčítání lidu z roku 1930 měla vesnice 691 obyvatel: dva Čechoslováky, 687 Němců a dva cizince. Kromě jednoho evangelíka a dvou lidí bez vyznání byli římskými katolíky.
| Rok            | 1869 | 1880 | 1890 | 1900 | 1910 | 1921 | 1930 | 1950 | 1961 | 1970 | 1980 | 1991 | 2001 | 2011 | 2021 |
| -------------- | ---- | ---- | ---- | ---- | ---- | ---- | ---- | ---- | ---- | ---- | ---- | ---- | ---- | ---- | ---- |
| Počet obyvatel | 525  | 575  | 639  | 714  | 794  | 733  | 691  | 444  | 232  | 67   | 39   | 22   | 25   | 53   | 69   |
| Počet domů     | 63   | 73   | 79   | 90   | 97   | 98   | 112  | 110  | 110  | 25   | 17   | 14   | 16   | 31   | 35   |